# 墨西哥軸胎䲁
墨西哥軸胎䲁（學名：Axoclinus lucillae），為條鰭魚綱䲁形目三鰭䲁科軸胎䲁屬的一個種，分布於中太平洋東部墨西哥至哥倫比亞海域，為特有種，深度7至8公尺，本魚體短小強壯，頭大，鼻孔及眼上各有1對觸鬚，上顎兩側沒有牙齒，三個背鰭，背鰭硬棘15枚、背鰭軟條9枚、臀鰭硬棘2枚、臀鰭軟條17枚，頭部、胸部、腹部、胸鰭基部無鱗，雌魚背部呈綠色，腹部呈紅色，眼睛下方有窄的深褐色橫條，從眼睛到上頜尖端有一條褐色條紋，身體側面有三條寬棕色條紋或H形雙條紋，胸鰭有數條褐色條紋，尾根有珍珠白色橫帶，後面跟著深黑色橫帶，尾鰭基部有窄紅帶，外側有窄白帶，鰭外側約1/2處呈黑色，雄魚顏色較雌魚濃，體長可達3公分，棲息在水淺的礁石區，雌魚產附著性卵在藻類築的巢，雄魚會守護卵，幼魚為浮游性，雜食性，主要以藻類及小型之無脊椎動物為食，生活習性不明。